# Denise Leblanc
 (mars 2025).
Si vous disposez d'ouvrages ou d'articles de référence ou si vous connaissez des sites web de qualité traitant du thème abordé ici, merci de compléter l'article en donnant les références utiles à sa vérifiabilité et en les liant à la section « Notes et références ».
Pour les articles homonymes, voir Leblanc.
Denise Leblanc-Bantey, née à L'Étang-du-Nord (îles de la Madeleine) le 15 décembre 1949 et morte à Montréal le 8 février 1999, est une femme politique canadienne, première femme à occuper le poste de députée dans la circonscription des Îles-de-la-Madeleine.

## Biographie

### Jeunesse et études
Elle est la fille de Redger Leblanc, pêcheur, et de Maria LeBlanc. Elle a étudié successivement à l'école Saint-Pierre à Lavernière (Îles de la Madeleine), à l'École polyvalente des Îles, au Collège de l'Assomption, au Cégep de la Gaspésie, à l'université Laval et à l'université de Montréal. Elle obtient son Baccalauréat en lettres et a étudié le droit pendant un an.

### Carrière
Elle a collaboré à plusieurs émissions de radio et de télévision. Elle fut professeure à la commission scolaire régionale des Îles et au cégep de la Gaspésie en 1972 et 1973, puis directrice en chef du journal Le Radar,  directrice exécutive du Festival de la mer des Îles-de-la-Madeleine en 1975.
Elle a épousé le journaliste Edward Bantey le 9 septembre 1978. Elle a mis au monde une fille, Sarah-Maria, en 1979. Elle est morte de causes naturelles en 1999.

### Politique
Elle est élue en 1976 comme députée du Parti québécois, et devient membre du gouvernement de René Lévesque. Elle occupe le poste d'adjointe parlementaire du ministre de l'Industrie et du Commerce (1976 à 1979), adjointe du ministre de l'Agriculture, des Pêcheries et de l'Alimentation (1979 à 1981), ministre de la Fonction publique lors de sa réélection en 1981 jusqu'à 1984 et ministre déléguée à la Condition féminine de 1983 à 1984.
En novembre 1984, plusieurs membres du Conseil des ministres remettent leur démission et, comme Denise Leblanc, plusieurs députés du Parti québécois deviennent députés indépendants. En mars 1985, le Rassemblement démocratique pour l’indépendance (RDI) est fondé et elle en est élue présidente.
Elle ne s'est pas représentée à l'élection de 1985.